# Ni Chana, ni Juana
Ni Chana, ni Juana es una película de comedia mexicana de 1984, dirigida por Tito Novaro, escrita y protagonizada por María Elena Velasco «La India María», junto a Armando Calvo, Carmen Montejo y Rubén Olivares. En la cual destacan las participaciones estelares de María Montejo, Polo Salazar, Regino Herrera, Antony Fonti y León Escobar.

## Argumento
La vendedora ambulante Juana, amiga del vendedor de camotes Rosalío, busca a su madre Pilar y a su gemela, Emilia, que llegaron a la capital cuando ella tenía tres años. Su madre reniega de Juana por que es indígena y su hermana es la cantante española Piquito de oro. Con ayuda de Rosalío, Juana entra en los foros de cine donde ellas trabajan, pero falla en todos sus intentos de hablarles allí y en otros lugares.

## Reparto
- María Elena Velasco «La India María» como Juana/Emilia Falcón
- Armando Calvo como Armando
- Carmen Montejo como Pilar del Río/Piquito de Oro
- Rubén Olivares como Rosalío
- María Montejo
- Polo Salazar
- Regino Herrera
- Antony Fonti
- León Escobar
- Bernabé Palma - Jarocho
- Ivette E. Lipkies
- José Antonio Cosío
- Rocío Yeo
- Pedro de Urdimalas
- Alfredo Bustamante
- Los Kaluris
- Luis Illescas
- Che Quintero
- Los Filipos
- Rosario Peñuelas
- Jorge Hernández
- Bertha Bondrabón
- Roberto Sala Blanco
- Héctor Luis Quezada
- Patricia Tanuz
- Carlos Bravo
- Yamel Kuri
- Arturo de la Serna
- Víctor Enríquez
- M. Antonio Rodríguez
- Hmas. Montes
- Juan De Alba
- Víctor Pérez Arabie
- Alfonso Ortiz
- Marciano Martín
- Carlos Ricci
- Cruz Leal
- Roberto Ray
- Tomás Velasco
- M. Ángel Mendoza
- Rosas
- Jorge Saldaña
- Rolando de Castro
- Cristian Cri-shan - Mago
- Vicente Fernández - Él mismo